# Dedinszky Elemér

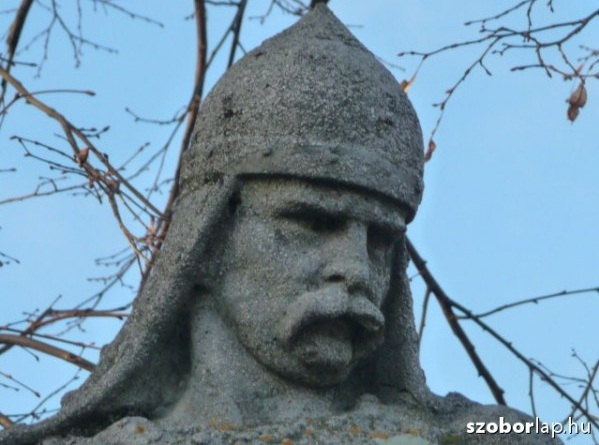
Elesett hősök emlékműve Hidasnémeti, Árpád vezér feje a szoborról (Fotó: Kiss Katalin)

Nemesdedinai Dedinszky Elemér, szül. Dedinszky Elemér Emánuel János (Alsólehota, 1884. június 23. – Dunaharaszti, 1933. január 4.) festőművész, szobrász.

## Családja
Dedinszky Emánuel tanár és Schmidt Anna római katolikus szülők gyermeke. Felesége csikszentgyörgyi rákosi Boross Erzsébet 1901-ben szerezte tanítói oklevelét, ezt követően Abaújszántón, majd Dunaharasztiban tanított.

## Tanulmányai
1899-ben végzett a Székes Fővárosi Községi Iparrajziskolában, majd 1899-1903 között az Országos Magyar Királyi Iparművészeti Iskola – a mai Moholy-Nagy Művészeti Egyetem jogelődje – tanulója, 1904-től a Müncheni Képzőművészeti Akadémia (Akademie der Bildenden Künste München) hallgatója.

## Ismert megjelenései
1903-ban díjat nyert a Magyar Iparművészeti Iskola pályázatán Alakrajz című grafikájával.
Rajzai illusztrációként megjelentek a Magyar Szemle 1904. 7. évf. 1-6. számában.
Az első világháború idején elsősorban hadi témájú festményeket és képeslapokat készített. Részt vett az 1916. évi lembergi hadikiállításon. Az 1917-ben a Margitszigeten rendezett Hadikiállításon Jámbor Lajossal közösen festett képe Honvédcsapatok foglalják el Magyaroshegy IV. Károly csúcsát (1916) a díszteremben került kiállításra. A kiállítás 1918. májustól októberig tartó második idényében további képei is kiállításra kerültek.
A Hadtörténeti Múzeum 1922-ben az 1917–1918-as margitszigeti Hadikiállítás anyagából díszes kivitelű levelezőlapon adta ki Jámbor Lajossal közösen festett három képét is: az Arató-szabadság, a Szászmagyarosi honvédroham: 10-es honvédek elfoglalják a Károly király csúcsot (1916.) és a Tüzérségi megfigyelő búzakeresztben című alkotásaikat az erről értesítő Rendeleti Közlöny a művészi értékűek közé sorolta.
1930-ban a Műcsarnok tavaszi tárlatán kiállították a Mária mennybemenetele című szoborcsoportját, amelyet a Katolikus Szemle kritikusa „lélekből fakadt, bájos, finom műnek” nevezett, hozzátéve azt, hogy „bár gyermekleány főalakja inkább Kis szent Teréznek, mint az Assuntának tekinthető”.

## Köztéri művei
Több I. világháborús emlékmű fűződik a nevéhez, melyek Dunaharasztiban, Szikszón, Hidasnémetiben, Budajenőn és Ongán ma is láthatók. Legnépszerűbb alkotása az „Elesett hősök emlékére” állított, Árpád vezért formázó szobra Hidasnémetiben.
A 119 hősi halott emlékére állított, általa készített szikszói hősi emlékmű leleplezésén az avató beszédet Horthy Miklós tartotta.
A Dunaharasztiban állított hősi emlékművet 1927. október 30-án József főherceg avatta fel. A szobrot 2017-ben az eredeti dokumentáció alapján az önkormányzat teljes egészében felújíttatta és eredeti állapotában állította helyre.
Az Onga közterén található emlékmű egy gyermekétől búcsúzó katonát ábrázol. A szobor 1927-ben közadakozásból készült. Talapzatán az I. és II. világháborúban elhunyt ongaiak nevei olvashatók.
Fennmaradt szobrai
- I. és II. világháborús emlékmű Szikszó (1926)[22]
- I. és II. világháborús emlékmű Dunaharaszti (1927)
- Hősi emlékmű Onga (1927)[21]
- Árpád vezér (Elesett hősök emlékműve) Hidasnémeti (1932)

Dedinszky Elemér szobrai térképen

## Galéria
|                                                                      |                                                                 |                                                                        |
| I. és II. világháborús emlékmű Dunaharaszti (Foto: dr. Varga József) | I. és II. világháborús emlékmű Szikszó (Képeslap 1945 előttről) | Árpád vezér (Elesett hősök emlékműve) Hidasnémeti (Foto: Kiss Katalin) |

A comanducci.it című olasz művészeti honlap – némileg tévesen – XIX. századi művészként tartja számon.